# پریس بوردونه

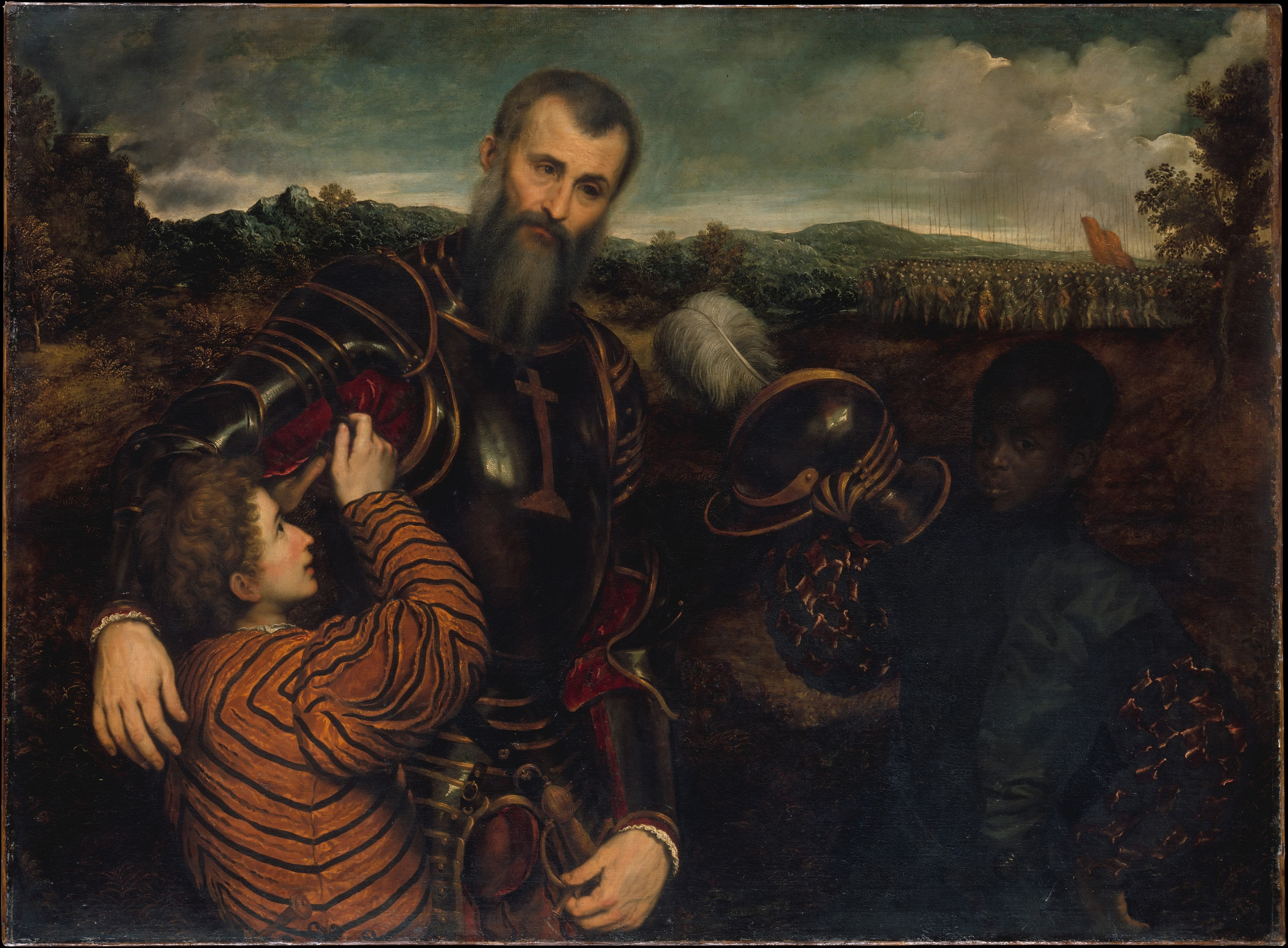
پرتره از یک نجیب‌زاده در زره با دو صفحه. رنگ روغن روی بوم. موزه متروپولیتن.

پاریس بردن( (یا پاریس) ، ۵ ژوئیه ۱۵۰۰ – ۱۹ مه ۱۵۷۱) یک نقاش ایتالیایی نقاش ایتالیایی از رنسانس ونیزی، که علی‌رغم آموزش با تییتان، قدرت ایالتی را حفظ کرد.

## زندگی‌نامه

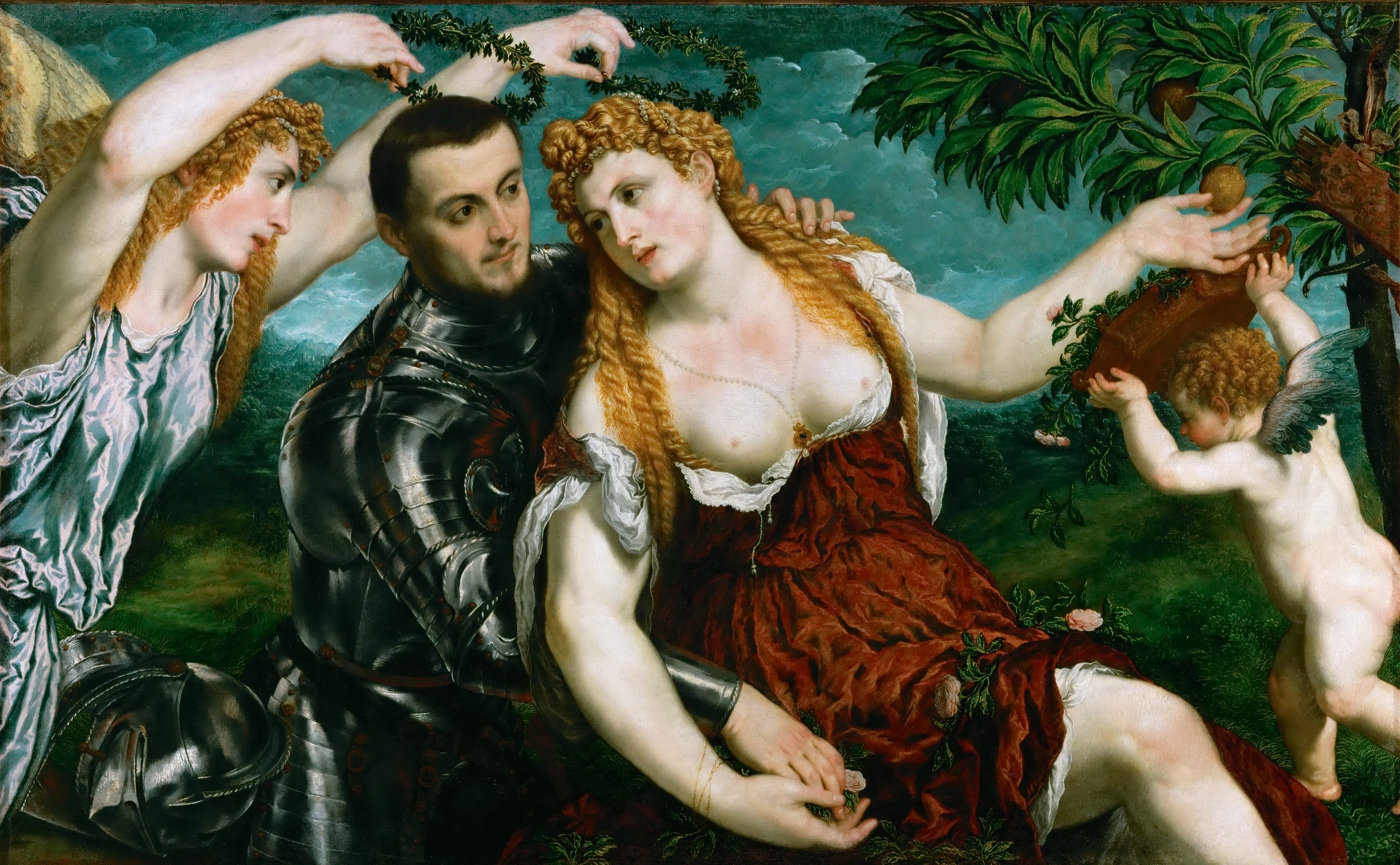
زهره و مریخ و کوپید با تاج پیروزی توسط پریس بوردونه

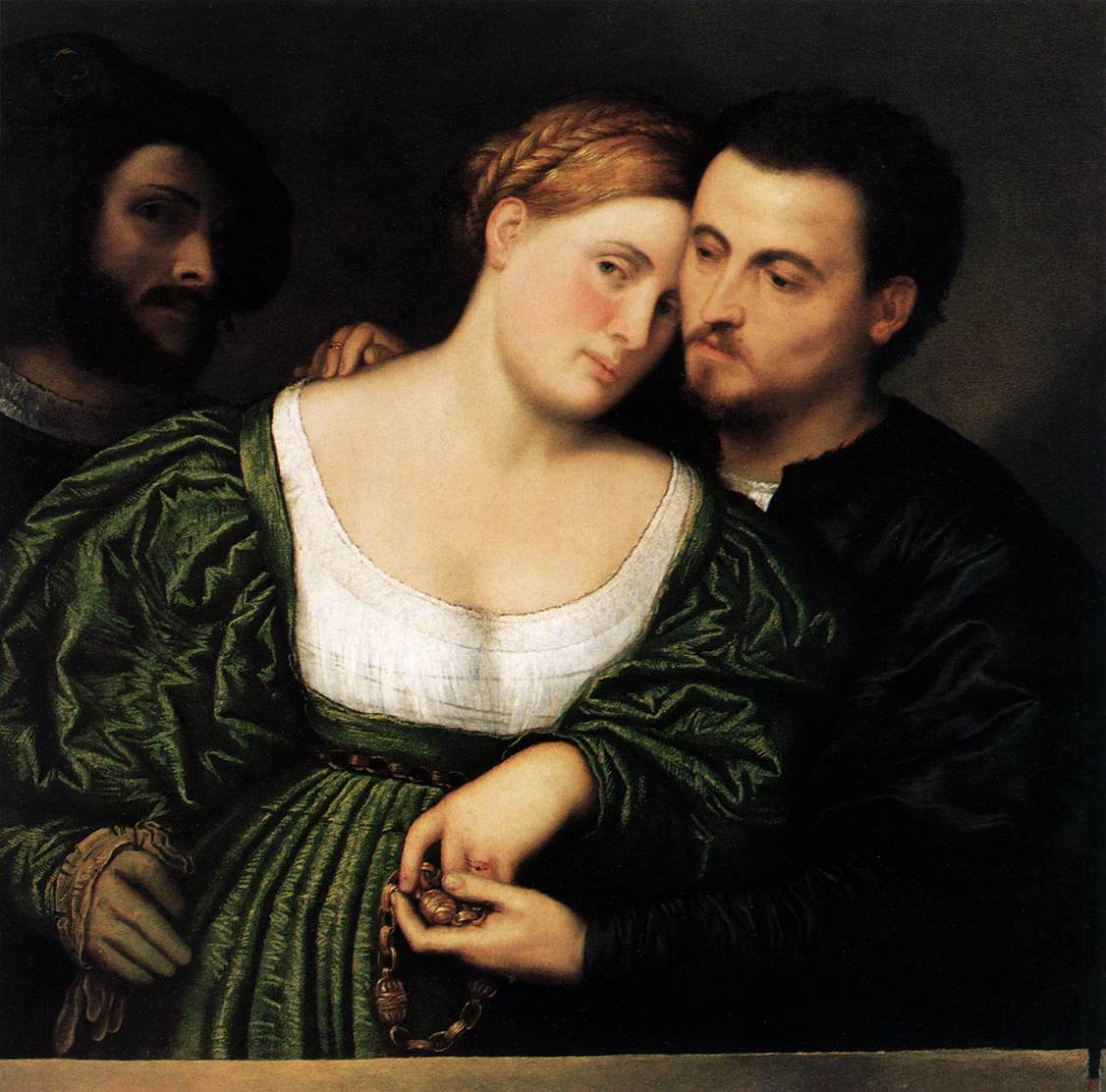
عاشقان ونیزی

بوردونه در ترویزو متولد شد، اما در اواخر دوران نوجوانی به ونیز نقل مکان کرد. متأسفانه او توسط تیتیان به شاگردی پذیرفته شد.